# La cumparsita
La cumparsita è un celebre brano musicale di tango, scritto nel 1917 dal compositore uruguaiano Gerardo Matos Rodríguez.
Composta a Montevideo, ha acquistato tale popolarità da assurgere ad antonomasia del proprio genere, al punto tale da essere chiamata Tango de los tangos (o Himno de los tangos) e da essere universalmente riconoscibile al solo ascolto delle quattro note della prima battuta della melodia.
L'incipit inconfondibile della Cumparsita
Brano dalle innumerevoli trascrizioni e interpretazioni (secondo in questo solo a Yesterday dei Beatles), è ritenuto possedere un fascino in grado di supplire anche a un valore artistico non eccelso.
Nel 1998, la legge 16905 della Repubblica Orientale dell'Uruguay ha dichiarato La cumparsita «inno popolare e culturale» del paese sudamericano. Ciò nonostante, alle Olimpiadi di Sydney del 2000, il team argentino sfilò sulle note del tango, causando un incidente diplomatico con il governo dell'Uruguay.

## Storia

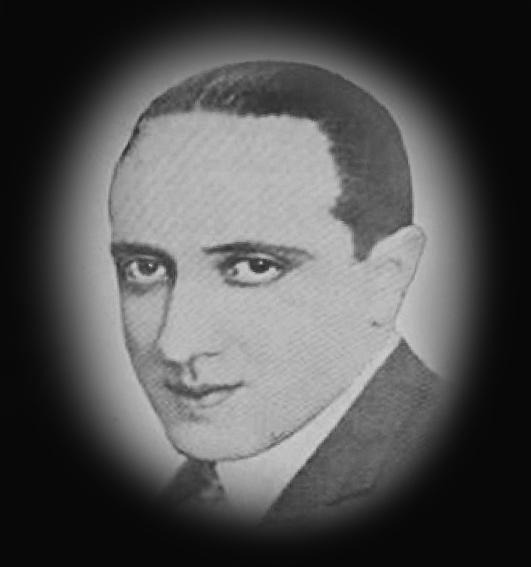
Gerardo Matos Rodríguez

La data di composizione della Cumparsita è incerta: parrebbe collocarsi nell'estate del 1915-1916, o forse dell'anno seguente. Ufficialmente il tango esordì il 19 aprile 1917 al caffè La Giralda di Montevideo, eseguito da Roberto Firpo.
L'autore, un ventenne studente di architettura praticamente privo di competenze musicali, aveva appena superato un lungo periodo di malattia con febbre e allucinazioni; secondo la versione familiare trasmessa dalla pronipote Rosario Infantozzi, sarebbe stato proprio in una crisi febbrile che avrebbe udito «gli accordi» del tango, per poi chiedere di annotarli alla sorella maggiore che ne era in grado.

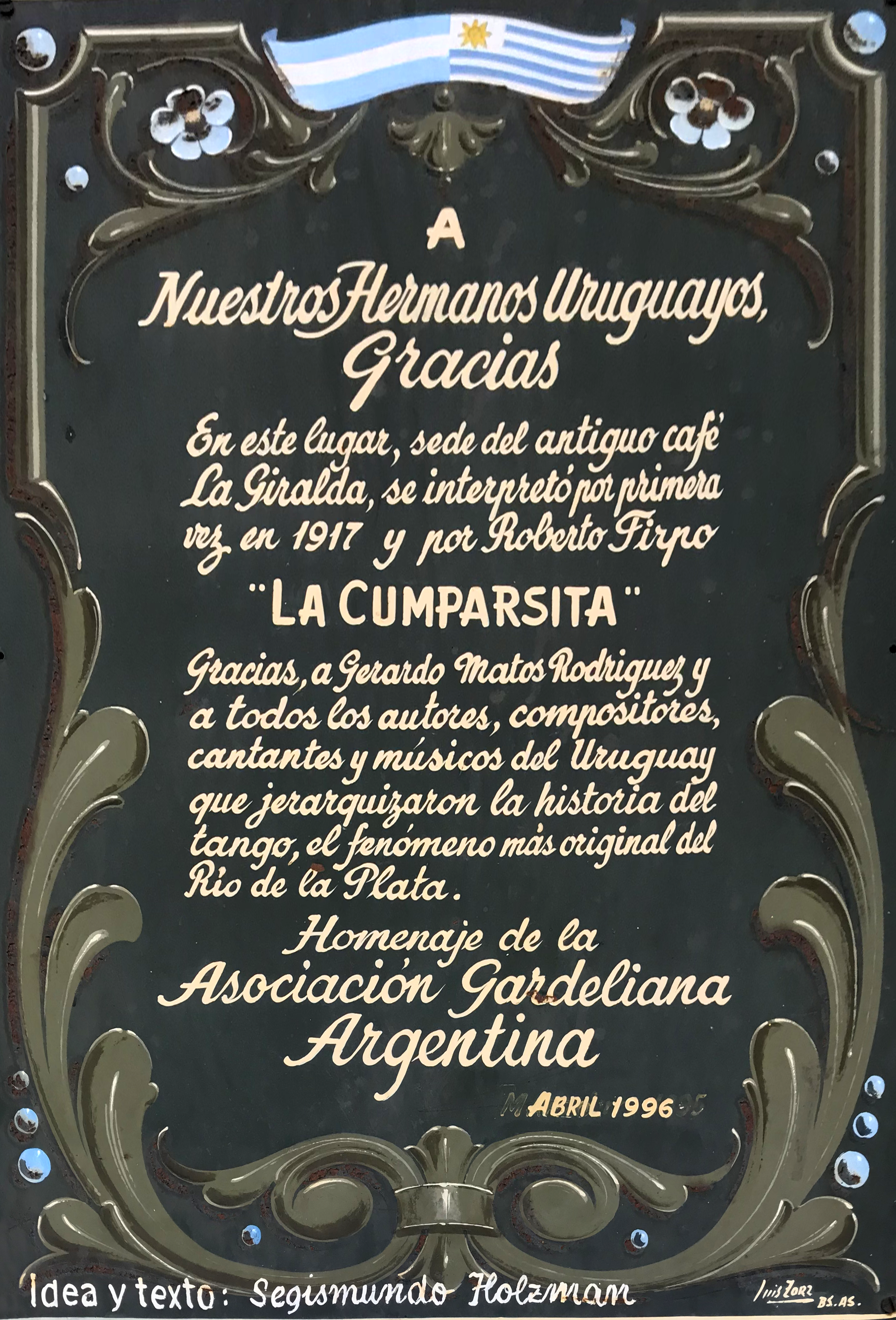
Una targa al caffè La Giralda di Montevideo commemora la prima esecuzione della Cumparsita

Rimessosi in febbraio, Matos presentò il pezzo ai colleghi della Federazione studentesca in vista del gruppo carnevalesco (in spagnolo comparsa, dall'italiano) che stavano allestendo: di qui la proposta di intitolare il brano La comparsita, titolo divenuto poi La cumparsita in omaggio alla pronuncia cocoliche di un amico.
Il successivo sviluppo della composizione è oscuro, tuttavia è certo che il pezzo ricevette un arrangiamento dal compositore argentino Roberto Firpo, che l'avrebbe poi eseguito in pubblico per la prima volta e che ricordò di avervi aggiunto frammenti di due suoi tanghi (La gaucha Manuela e Curda completa), ispirandosi nel finale al Miserere del Trovatore di Verdi. Tuttavia Matos pubblicò La cumparsita per Breyer Hermanos a proprio nome soltanto, rifiutando a quanto pare la proposta di Firpo di firmarla congiuntamente per lanciarla.
La cumparsita non ebbe bisogno di lanci, ma rischiò lo stesso d'essere presto dimenticata. Si trattava infatti di un pezzo solo strumentale, in un'epoca che privilegiava invece il tango in forma di canzone. Fu solo nel 1924 che due parolieri argentini, Pascual Contursi e Enrique Maroni, vi aggiunsero un testo, registrandolo sotto il titolo Si supieras e ricavandone enorme successo grazie all'interpretazione di Carlos Gardel. La circostanza contrariò molto Matos, all'epoca corrispondente dalle Olimpiadi di Parigi, che anzi rientrò in Uruguay e scrisse in fretta e furia un suo testo, senza però riuscire a imporlo. Si ritiene che per questo tango strumentale siano stati scritti almeno cinque testi, uno dei quali in inglese; tuttavia un lungo giudizio concluso nel 1948 riconobbe per originali solo quelli firmati rispettivamente Matos e Contursi-Maroni.

## Successo e valore artistico
La cumparsita ha ottenuto un successo incommensurabile, se si considera il suo carattere di composizione amatoriale (benché completata da un professionista) e il suo valore artistico tutto sommato modesto; tanghi molto più pregevoli non hanno avuto la stessa fortuna e non possiedono la stessa attrattiva. Il celebre compositore Astor Piazzolla, che pure ne incise delle versioni, la giudicava «spaventosamente povera» ed arrivò ad etichettarla come il peggior tango che avesse mai ascoltato. L'osservazione del maestro argentino si riferisce all'uniformità armonica del brano, che non si sposta mai dalla tonalità di partenza (sol minore), fondandosi tutto sui tre accordi base della medesima, contrariamente alla tradizione del tango che prevede almeno una modulazione in tonalità parallela, relativa o vicina.
Si sostiene peraltro che proprio questa semplice struttura, che sfrutta pur sempre una melodia varia e non uniforme (si compone di tre parti invece delle due tradizionali), si presti particolarmente a essere interpretata in modo originale da ciascun esecutore, mentre la sostanziale «monotonia» armonica avrebbe pur sempre favorito l'«orecchiabilità» del brano e quindi la sua vasta popolarità. Altri sottolineano l'attitudine del pezzo a permettere l'esecuzione di figure ritmiche come l'arrastre, di speciale importanza nel ballo.

## Media
La cumparsita ha ricevuto un vasto sfruttamento da parte di radio, cinema e televisione. Se ne servì la trasmissione radiofonica di Orson Welles La guerra dei mondi (1938). Figura anche in una scena del film Viale del tramonto (1950), ballato da Gloria Swanson e William Holden, e in A qualcuno piace caldo (1959), dove a interpretarlo sono Jack Lemmon vestito da donna e Joe E. Brown. In Ti va di ballare? (2006) gli attori ballano sulle note di una versione remixata. Se ne ricorda anche un impiego comico in un episodio del Dean Martin Show, dove il pianista Victor Borge esegue un arrangiamento umoristico del tango con Dean Martin che suona le note del basso con il fondoschiena.